# Operahögskola
De Operahögskola, Nederlands: Operahogeschool, is een hogeschool in Stockholm, die in 1968 zelfstandig werd en zich thans in de wijk Östermalm in Stockholm bevindt. Er zijn onder ander opleidingen voor operazanger en operaregisseur. Bekende leerlingen door de jaren heen waren onder andere Malena Ernman, Loa Falkman en Carl Unander-Scharin. De hogeschool is in 2014 opgegaan in de Kunstacademie van Stockholm, de Stockholms konstnärliga högskola.